# Chomiba
Chombia är enligt mayaindianeras kosmogoni en av de första kvinnorna, hustru till Balam-Acab.